# Regina Jonas

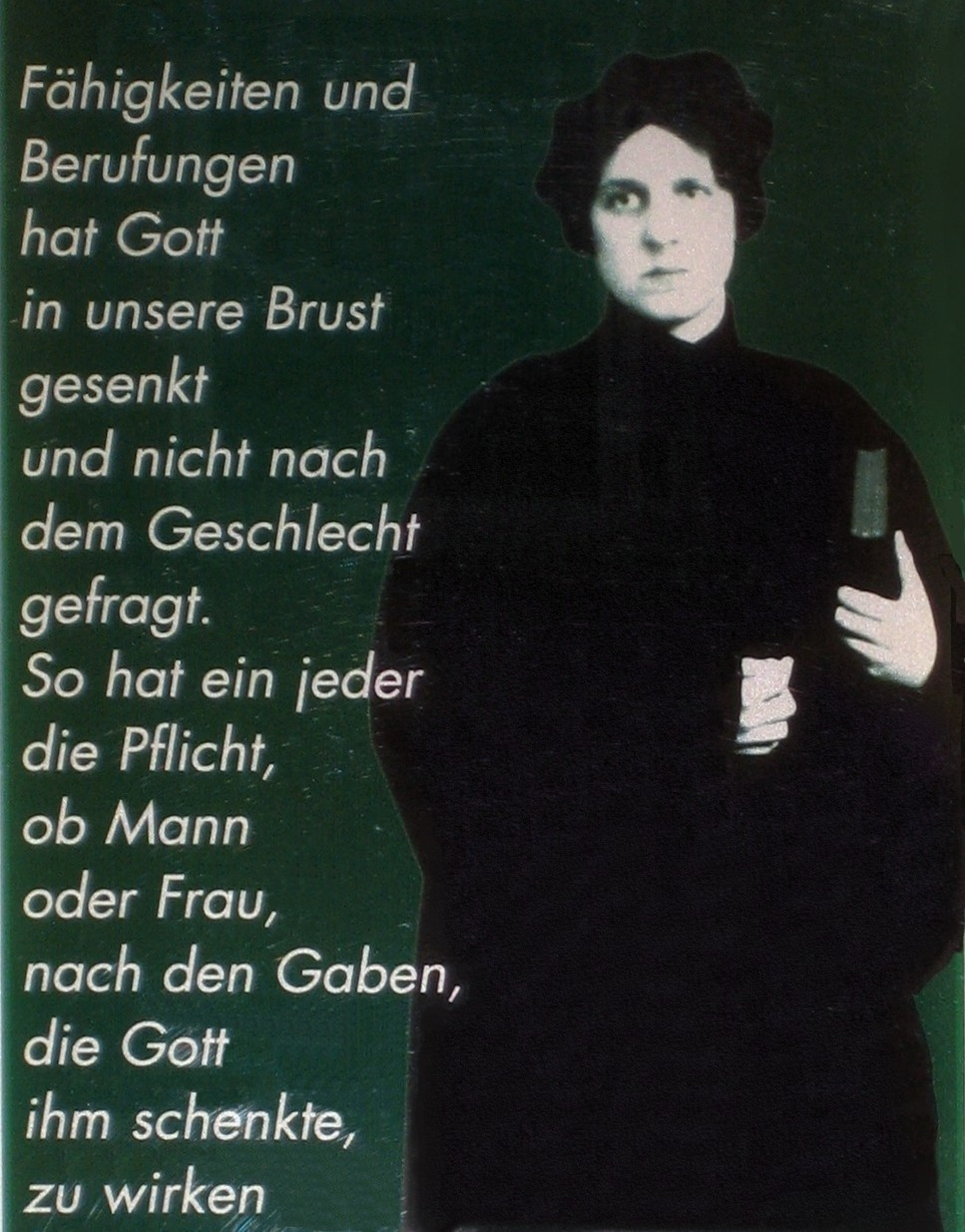
Minnestavla över Regina Jonas på Krausnickstrasse 6 i Berlin.

Regina Jonas, född 3 augusti 1902 i Berlin, död 12 december 1944, var en tyskfödd judisk rabbin. Hon var den första kvinna som ordinerats till rabbin, även om det funnits kvinnor tidigare som agerat i liknande roller, exempelvis Jungfrun från Ludmir och Asenath Barzani.
Som liten förlorade hon sin far. Hon utbildade sig till lärare, men trivdes inte i yrket. Hon läste därför vidare på en judisk högskola i Berlin och tog examen som religionslärare. Efter det skrev hon en uppsats i vilken hon avhandlade möjligheterna för en kvinna att bli rabbin och anhöll därefter även om att få bli ordinerad, men avvisades av flera rabbiner.
Den 27 december 1935 erhöll Jones sin semicha (rabbinordination genom handpåläggning) och utsågs till rabbin av den liberale rabbinen Max Dienemann som var ledare för de liberala rabbinerna i Offenbach.
Under nazisternas tilltagande förföljelse av judarna blev det svårt för rabbiner att verka i Tyskland. Den 5 november 1942 blev Jones arresterad av Gestapo och deporterad till koncentrationslägret Theresienstadt. I koncentrationslägret fortsatte hon att verka som rabbin. I mitten av oktober 1944 blev hon förflyttad till Auschwitz där hon två månader senare mördades.
Det dröjde till 1972 innan någon annan kvinna utsågs till rabbin. 1995 blev Bea Wyler den första kvinnliga rabbinen i efterkrigstidens Oldenburg.
År 2013 utkom en ungersk-engelsk-tysk-producerad filmdokumentär som handlar om Regina Jonas, betitlad Regina (regi och manus av Diana Groó).